# Bar Napoli
Bar Napoli è un album del 2006 che raccoglie 18 noti brani appartenenti al genere della canzone classica napoletana.

## Tracce
1. O sole mio (Enrico Caruso)
2. Maruzzella (Renato Carosone)
3. Malafemmena (Roberto Murolo)
4. A pizza (Aurelio Fierro)
5. O surdato 'nnammurato (Beniamino Gigli)
6. Come pioveva (Luciano Tajoli)
7. A casciaforte (Aurelio Fierro)
8. So 'nnato carcerato (Mario Merola)
9. Acquarello napoletano (Luciano Tajoli)
10. Addio a Napoli (Enrico Caruso)
11. Tu vuo' fa l'americano (Renato Carosone)
12. Core 'ngrato (Giuseppe Di Stefano)
13. Caravan Petrol (Renato Carosone)
14. Munasterio 'e Santa Chiara (Claudio Villa)
15. Anema e core (Roberto Murolo)
16. Te voglio bene assaje (Mario Abbate)
17. Reginella (Sergio Bruni)
18. A cartulina 'e Napule (Giulietta Sacco)